# Analog Devices
Analog Devices Inc. ist ein US-amerikanischer Halbleiterhersteller mit Hauptsitz in Norwood bei Boston, Massachusetts. Das Unternehmen betreibt weltweit Niederlassungen. Produktionsstandorte befinden sich in Wilmington (USA), Cavite (Philippinen) und Limerick (Irland).

## Geschichte

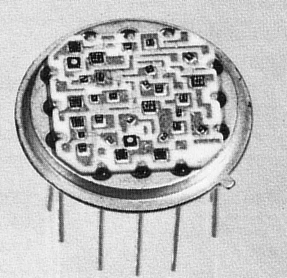
Analog Devices HOS-050: ein Hybrid-OP von 1979

Analog Devices wurde 1965 von Ray Stata und Matt Lorber in Cambridge (Massachusetts) gegründet. Der Produkt-Fokus lag auf hochperformanten Operationsverstärkern, aus deren Schaltsymbol (ein einfaches Dreieck) sich auch das Analog-Devices-Logo herleitet.
Seit 1967 gibt Analog Devices das Magazin Analog Dialogue heraus.
Am 26. Juli 2016 wurde der Aufkauf des Unternehmens Linear Technology bekannt gegeben. Die Übernahme wurde am 10. März 2017 finalisiert.
Am 13. Juli 2020 gab das Unternehmen bekannt, dass es Maxim Integrated Products, Inc. für 20,91 Milliarden Dollar übernehmen will. Die Übernahme wurde am 26. August 2021 finalisiert.

## Produkte
Die Produktpalette umfasst neben analogen Schaltungen auch digitale Prozessoren. Mit ihren Analog-zu-Digital-Umsetzern (ADC) hat sich die Firma einen festen Platz in der Industrie gesichert. Heute bietet Analog Devices eine umfassende Produktpalette und hat mit digitalen Signalprozessoren der Blackfin, SHARC-, SigmaDSP- (Audio-Signalprozessoren) und TigerSHARC-Architektur und Mikroprozessoren Erfolg. Unter der Bezeichnung SoundMAX wurden auch Soundkarten angeboten.